# Деформација носне преграде
Деформација носне преграде је поремећај положаја преграде која дели носну шупљину на два дела. Животиње и деца нормално имају равну носну преграду међутим врло је мали број одраслих са правилном носном преградом. Наиме, са годинама настаје мања или већа деформација као нормална појава. Тачан узрок овој појави није познат, али постоји читав низ хипотеза које покушавају да разјасне настајање овог деформитета. Деформитети носне преграде могу бити на хрскавичавом и костном делу преграде и најчешће су комбиновани. Најизразитија искривљења су у предњем делу, када је крива квадратна хрскавица и тада се ради о сублуксацији (делимично ишчашење) септума. Велике респирацијске сметње причињава и присутво једнострано искривљене базе квадратне хрскавице, поготово ако је при томе дошло до срастања тога дела са доњом носном шкољком.

## Подела
Деформација се може поделити према времену настанка и облику. 
Према времену настанка може бити урођена или стечена. Стечена може настати врло рано, чак током прве две године живота, када дете учи да хода, па може да се повреди услед пада. Може се деформисати и током порођаја због проласка бебе кроз узани канал. С обзиром да је једини симптом благо крварење, не мора да се уочи одмах. Осим због повреда, стечена деформација може настати и због болести, али је то ређи случај.
Према облику, преграда је најчешће деформисана у облику латиничког слова S, а честе су деформације у облику гребена, трна, неравнине и задебљања.

## Клиничка слика
Мала одступања од медијалне линије или мање бодље и гребени не чине функцијске сметње и откривају се случајно. Клинички значајном девијацијом се сматра само она која ремети нормалну респирацију или узрокује друге сметње. Уз деформацију носног септума се често јавља и компензацијска хипертрофија слузнице септума и носних шкољки, па се често манифестује као запушеност носа, главобоља, поремећај чула мириса, ређе крварење. Често је водећи симптом ослабљен слух са шумом у ушима, а детаљан преглед открива сметње у аеризацији средњег ува. Деформација може довести и до последица као што су хроничне упале синуса, али и сталне упале и секрецију слузи због неправилног протока ваздуха у носу, што иритира носну слузокожу. Болесници често дишу на уста, што кроз неколико година може довести до хроничног бронхитиса, а и теже ће се санирати инфекције дисајних путева. Међутим, исто је тако могуће да деформација, без обзира колико изражена, не узрокује никакве симптоме, посебно ако је настала рано у детињству па се организам временом прилагодио.

## Дијагноза
За дијагнозу је довољна предња риноскопија. У нејасним случајевима респираторне сметње може потврдити риноманометрија.

## Лечење
Терапија девијације септума је искључиво хируршка. Септопластика је метода избора и она подразумева одтрањивање деформисаног дела. Захват није увек потребан, али ако постоје симптоми као што су упале синуса, главобоља, секреција из носа или Еустахијеве тубе, као и хроничне упале и ако болесник природом посла физички ангажованији, онда се захват предузима, без обзира на старосну границу. Након операције нужно је постављање тампона у нос, који се одстрањују након 5-6 дана. Остаје оток носне шупљине који се смањује капима за нос.